# Rdeča trdnjava
Rdeča trdnjava ali Lal Qila (hindustansko: [laːl qiːlaː]) je zgodovinska trdnjava v soseski Starega Delhija v Delhiju v Indiji, ki je v preteklosti služila kot glavna rezidenca mogulskih cesarjev. Cesar Šah Džahan je naročil gradnjo Rdeče trdnjave 12. maja 1638, ko se je odločil prenesti svojo prestolnico iz Agre v Delhi. Prvotno rdeča in bela, je za njeno zasnovo zaslužen arhitekt Ustad Ahmad Lahori, ki je zgradil tudi Tadž Mahal. Trdnjava predstavlja vrhunec mogulske arhitekture pod Šah Džahanom in združuje arhitekturo perzijskih palač z indijsko tradicijo.
Trdnjava je bila med invazijo Nader Šaha na mogulsko cesarstvo leta 1739 oplenjena umetniških del in draguljev. Večino marmornih struktur so po indijskem uporu leta 1857 porušili Britanci. Obrambni zidovi trdnjave so bili večinoma nepoškodovani in trdnjava je bil pozneje uporabljen kot garnizija.
15. avgusta 1947 je prvi indijski premier Džavaharlal Nehru dvignil indijsko zastavo nad Lahore vrati. Vsako leto na indijski dan neodvisnosti (15. avgust) premier dvigne indijsko trobojnico na glavnih vratih trdnjave in z obzidja prek sistema za obveščanje javnosti signalov indijske vojske izvede govor, ki ga predvajajo po vsej državi.
Rdeča trdnjava je bila leta 2007 kot del kompleksa Rdeče trdnjave razglašena za Unescov seznam svetovne dediščine.

## Etimologija
Ime Rdeča trdnjava je prevod hindijskega Lāl Qila Lāl Qila (hindijsko लाल क़िला, urdujsko لال قلعہ‎), ki izhaja iz njenih zidov iz rdečega peščenjaka. Lal je izpeljan iz hindijskega jezika, kar pomeni 'rdeč', Qalàh pa iz arabske besede, ki pomeni 'trdnjava'. Kot rezidenca cesarske družine je bila trdnjava prvotno znana kot Blagoslovljena utrdba (Qila-i-Mubārak). Utrdba Agra je tudi znana kot Lāl Qila.

## Zgodovina
Cesar Šah DŽahan je naročil gradnjo Rdeče trdnjave 12. maja 1638, ko se je odločil prenesti svojo prestolnico iz Agre v Delhi. Prvotno rdeča in bela, najljubši barvi Šaha Džahana, za njegovo zasnovo je zaslužen arhitekt Ustad Ahmad Lahori, ki je zgradil tudi Tadž Mahal. Trdnjava leži ob reki Jamuna, ki je napajala jarke, ki obkrožajo večino obzidja. Gradnja se je začela v svetem islamskem mesecu muharamu, 13. maja 1638.:01  Pod nadzorom Šah Džahana je bila dokončana 6. aprila 1648. Za razliko od drugih mogulskih trdnjav so mejni zidovi Rdeče trdnjave asimetrični in vsebujejo starejšo trdnjavo Salimgarh. Trdnjava-palača je bila osrednja točka mesta Šahdžahanabad, ki je današnji Stari Delhi. Šah Džahanov naslednik, Aurangzeb, je cesarjevim zasebnim prostorom dodal mošejo Moti (Biserno mošejo) in zgradil barbakane pred dvemi glavnimi vrati, da bi bil vhod v palačo bolj krožen.
Upravna in fiskalna struktura dinastije Mogulov je po Aurangzebu propadla, v 18. stoletju pa je prišlo do degeneracije palače. Leta 1712 je Džahandar Šah postal mogulski cesar. V enem letu po začetku njegove vladavine je bil Šah umorjen in ga je zamenjal Farukhsijar. Leta 1739 je perzijski cesar Nadir Šah zlahka premagal močno mogulsko vojsko s približno 200.000 vojaki in oropal Rdečo trdnjavo, vključno s pavjim prestolom. Nadir Šah se je po treh mesecih vrnil v Perzijo in zapustil uničeno mesto in oslabljeno Mogulsko cesarstvo Mohamedu Šahu. Zaradi notranje šibkosti cesarstva so Moguli postali edini titularni vladarji Delhija, s pogodbo iz leta 1752 pa so Marati postali edini titularni vladarji zaščitniki prestola v Delhiju. Zmaga Maratov leta 1758 pri Sirhindu s pomočjo Sikov in zaporedni poraz pri Panipatu sta jih postavila v nadaljnji spopad z Ahmad Šahom Durranijem.
Leta 1760 so Marate odstranili in stopili srebrni strop Divan-i-Khasa, da bi zbrali sredstva za obrambo Delhija pred vojskami Ahmed Šaha Duranija. Leta 1761, potem ko so Marati izgubili tretjo bitko pri Panipatu, je v Delhi vdrl Ahmed Šah Durani. Deset let pozneje so Marati, ki so delovali po naročilu in kot plačanci izgnanega cesarja Šah Alama, ponovno zavzeli Delhi iz rok Afganistancev iz Rohile. Mahaddži Scindia, poveljnik vojske Maratov, se je poklonil mogulskemu cesarju Šah Alamu, da bi pokazal svojo pokornost. Tako je bil Šah Alam vrnjen na prestol.
Leta 1764 je Džat vladar Bharatpurja, Maharadža Džavahar Singh (sin Maharadže Suradža Mala) napadel Delhi in 5. februarja 1765 zavzel Rdečo trdnjavo. Dva dni kasneje, potem ko so vzeli davek od Mogulov, so umaknili vojsko iz trdnjave in Džati so odnesli prestol Mogulov, imenovan ponos Mogulov, in vrata Rdeče trdnjave kot spomenik, in ta prestol danes krasi lepoto palač Deeg. Vrata so v trdnjavi Lohagarh v Bharatpurju.
Leta 1783 so Sik Misli, ki so jih vodili Džasa Singh Ahluvalia, Džassa Singh Ramgarhia in Baghel Singh, osvojili Delhi in Rdečo trdnjavo. Vsi združeni s 40.000 silami so oropali območje od Avadha do Džodhpurja. Po pogajanjih so se sile Sikov strinjale, da zapustijo Delhi in ponovno vzpostavijo mogulskega cesarja Šaha Alama II. Pogoj za njihov umik je vključeval gradnjo sedmih sikovskih Gurdvar v Delhiju, vključno z Gurudvara Sis Gandž v Čandni Čovku.
Leta 1788 je garnizija Maratha zasedla Rdečo trdnjavo in Delhi, poleg tega pa je nudila zaščito mogulskemu cesarju. Mahadji Scindia je podpisal pogodbo s Sikhi, kjer so bili opozorjeni, naj ne vstopijo v Delhi ali zahtevajo davka Rakhi. Utrdba je prišla pod nadzor vzhodnoindijske družbe po drugi anglo-maratski vojni leta 1803.
Med drugo anglo-maratsko vojno so sile vzhodnoindijske družbe premagale maratske sile Daulat Rao Scindia v bitki pri Delhiju; to je končalo nadzor Maratov nad mestom in njihov nadzor nad Rdečo trdnjavo. Po bitki je Britanska vzhodnoindijska družba prevzela upravo nad mogulskimi ozemlji in v Rdečo trdnjavo namestila rezidenta. Zadnji mogulski cesar, ki je zasedel utrdbo, Bahadur Šah II., je postal simbol upora leta 1857 proti Britanski vzhodnoindijski družbi, v kateri so sodelovali prebivalci Šahdžđahanabada.
Kljub položaju sedeža mogulske moči in obrambnim zmogljivostim Rdeča trdnjava med uporom proti Britancem leta 1857 ni bila prizorišče spopadov. Ko je bil upor zatrt, je Bahadur Šah II. 17. septembra zapustil trdnjavo in so ga prijele britanske sile. Bahadur Šah Zafar II. se je vrnil v Rdečo trdnjavo kot britanski ujetnik, leta 1858 so mu sodili in 7. oktobra istega leta izgnali v Rangoon. Po koncu upora so Britanci oplenili Rdečo trdnjavo, preden so ukazali njeno sistemsko rušenje. Zaradi tega prizadevanja je bilo porušenih 80 % stavb utrdbe, vključno s kamnitim zaslonom, ki je povezoval paviljone vzdolž fasade utrdbe, obrnjene proti reki. Vse pohištvo je bilo odstranjeno ali uničeno; haremska stanovanja, prostori za služabnike in vrtove so porušili, na njihovem mestu pa zgradili vrsto kamnitih barak. Popolnemu uničenju so se izognile le marmornate stavbe na vzhodni strani cesarskega območja, čeprav so bile poškodovane. Medtem ko so bili obrambni zidovi in stolpi razmeroma nepoškodovani, sta bili porušeni več kot dve tretjini notranjih struktur.
Lord Curzon, podkralj Indije od 1899 do 1905, je odredil popravila trdnjavee, vključno z rekonstrukcijo obzidja in obnovo vrtov skupaj z zalivalnim sistemom.
Večina draguljev in umetnin v Rdeči trdnjavi je bila izropana med invazijo Nadir Šaha leta 1747 in ponovno po indijskem uporu leta 1857 proti Britancem. Na koncu so jih prodali zasebnim zbirateljem ali Britanskemu muzeju, Britanski knjižnici ter Muzeju Viktorije in Alberta. Na primer, vinska skodelica iz žada Šah Džahana in krona Bahadur Šaha II. sta trenutno v Londonu. Britanska vlada je doslej zavrnila različne zahteve za restitucijo.
Leta 1911 sta kralj Jurij V. Britanski in kraljica Marija obiskala Delhi Durbar. V pripravah na njun obisk so nekatere stavbe obnovili. Arheološki muzej Rdeče trdnjave je bil preseljen iz bobnarske hiše v Mumtaz Mahal.
Sojenja INA, znana tudi kot sojenja v Rdeči trdnjavi, se nanašajo na vojna sodišča proti številnim častnikom indijske nacionalne vojske. Prvi je potekal med novembrom in decembrom 1945 v Rdeči trdnjavi.
15. avgusta 1947 je prvi indijski premier Džavaharlal Nehru dvignil indijsko nacionalno zastavo nad Lahore Gate.
Po indijski neodvisnosti je mesto doživelo nekaj sprememb in Rdeča trdnjava se je še naprej uporabljala kot vojaški kanton. Pomemben del trdnjave je ostal pod nadzorom indijske vojske do 22. decembra 2003, ko je bil dan Indijskemu arheološkemu zavodu v obnovo. Leta 2009 je bil objavljen Celovit načrt ohranjanja in upravljanja (CCMP), ki ga je pripravil Arheološki zavod Indije po navodilih vrhovnega sodišča za oživitev utrdbe.

## Arheološke najdbe
Arheološka izkopavanja v Rdeči trdnjavi so odkrila več artefaktov kulture oker obarvane keramike iz let 2600 pr. n. št. do 1200 pr. n. št..

## Arhitektura
Konvencija o svetovni dediščini Rdečo trdnjavo označuje kot »zenit mogulske ustvarjalnosti«. Trdnjava združuje strukturo islamske palače z lokalnimi tradicijami, kar ima za posledico sotočje »perzijske, timuridske in hindujske arhitekture«. Trdnjava je služila kot navdih za poznejše stavbe in vrtove po Indijski podcelini.
Rdeča trdnjava ima površino 103,06 ha, in jo obdaja 2,41 kilometra obrambnega obzidja, ki ga prekinjajo stolpiči in bastijoni, ki se razlikujejo po višini od 18 metrov na rečni strani do 33 metrov na strani mesta. Trdnjava je osmerokotna, z osjo sever–jug daljšo od osi vzhod–zahod. Marmor, cvetlični okraski in dvojne kupole ponazarjajo poznejšo mogulsko arhitekturo.
Prikazuje visoko raven okrasja, diamant Koh-i-Noor pa naj bi bil del pohištva. Umetnine v utrdbi združujejo perzijsko, evropsko in indijsko umetnost, kar ima za posledico edinstven slog Šahdžahani, bogat z obliko, izrazom in barvami. Rdeča trdnjava je eden od kompleksov stavb v Indiji, ki povzema dolgo obdobje zgodovine in njene umetnosti. Že pred razglasitvijo leta 1913 za spomenik državnega pomena so si prizadevali, da bi jo ohranili zanamcem.
Vrata Lahore in Delhi je uporabljala javnost, vrata Khizrabad pa so bila za cesarja. Vrata Lahore so glavni vhod, ki vodi do kupolastega nakupovalnega območja, znanega kot Čhata Čovk (pokrit bazar).

## Glavne strukture
Najpomembnejše ohranjene strukture so rempart in obzidje, glavna vrata, dvorane za avdience in cesarski apartmaji na vzhodnem rečnem bregu.

### Vrata Lahore
Vrata Lahore so glavna vrata v Rdečo trdnjavo, poimenovana po orientaciji proti mestu Lahore. Med Aurangzebovo vladavino je bila lepota vrat spremenjena z dodatkom barbakanom, ki ga je Šah Džahan opisal kot »tančico, narisano čez obraz lepe ženske«. Vsak dan indijske neodvisnosti od leta 1947 se razobesi državna zastava in predsednik vlade ima govor z obzidja.

### Delhijska vrata
Delhijska vrata so južni javni vhod in so po postavitvi in videzu podobna vratom Lahore. Dva kamnita slona v naravni velikosti na obeh straneh vrat sta obrnjena drug proti drugemu.

### Čhata Čovk
Ob vratih Lahore je Čhata Čovk (ali bazar Meena), kjer so v obdobju Mogulov prodajali svilo, nakit in druge predmete za cesarsko gospodinjstvo. Ta trg je bil prej znan kot Bazaar-i-Musaqqaf ali Čata-bazaar (oboje pomeni 'pokrit trg'). Vrata Lahore, vhodni portal Rdeče trdnjave, vodijo v odprto zunanje dvorišče, kjer prečkajo veliko ulico sever-jug, ki je prvotno delila vojaške funkcije trdnjave (na zahodu) od palač (na vzhodu). Južni konec ulice so Delhijska vrata.

### Naubat Khana
V vzhodni steni dvorišča stoji zdaj izolirana Naubat Khana (perzijsko 'Čakalna dvorana'), znana tudi kot Nakkar Khana (hiša bobnov). Glasba se je predvajala vsak dan ob načrtovanih urah in vsi, razen kraljeve družine, so morali sestopiti. Tukaj naj bi bila umorjena kasnejša mogulska kralja Džahandar Šah (1712–13) in Farukhsijar (1713–19). Indijski vojni spominski muzej je v drugem nadstropju. Obokana arkada Čhata Čovk se konča v središču zunanjega dvorišča, ki je merilo 160 m × 110 m. Stranske arkade in osrednji rezervoar so po uporu leta 1857 porušili.

### Divan-i-Aam
Notranje glavno dvorišče, do katerega je vodil Nakkar Khana, je bilo široko 160 m in globoko 130 m, obdano z zastraženimi galerijami. Na drugi strani je Divan-i-Aam, dvorana za javno avdienco. To je bil kraj za uradne zadeve navadnih ljudi, ki so iskali pravne zadeve, kot so davčna vprašanja, dedni zapleti in avqaf.
Stebri dvorane in gravirani loki kažejo vrhunsko izdelavo, dvorana pa je bila prvotno okrašena z belo štukaturo iz čunama. Zadaj v dvignjeni vdolbini je cesar dal svojo avdienco na marmornem balkonu (džharokha).
Divan-i-Aam so uporabljali tudi za državne funkcije. Dvorišče (mardana) za njim vodi v cesarske apartmaje.

### Mumtaz Mahal
Dva najjužnejša paviljona palače sta zenanas (ženske četrti), sestavljena iz Mumtaz Mahala, zgrajenega za Ardžumand Banu Begum (Mumtaz Mahal), žene mogulskega cesarja Šaha Džahana in večjega Rang Mahala, letovišča za kraljeve ženske. V Mumtaz Mahalu je Arheološki muzej Rdeče trdnjave.

### Rang Mahal
V Rang Mahalu so bile cesarjeve žene in ljubice. Njeno ime pomeni 'Palača barv', saj je bila svetlo pobarvana in okrašena z mozaikom ogledal. Osrednji marmorni bazen se napaja iz Nahr-i-Bihišt ('Rajska reka').

### Khas Mahal
Khas Mahal je bilo cesarjevo stanovanje. Ohladil ga je Nahr-i-Bihišt. Z njim je povezan Muthaman Burdž, osmerokotni stolp, kjer se je pojavil pred ljudmi, ki so čakali na rečnem bregu. To je storila večina takratnih kraljev.

### Divan-i-Khas
Divan-i-Khas (dvorana za zasebno avdienco) je bila stavba za uradne zadeve in zahteve novosti in kraljeve družine. Vrata na severni strani Diaan-i-Aama vodijo do najbolj notranjega dvorišča palače (Džalau Khana) in Divan-i-Khasa. Zgrajena je iz belega marmorja, vloženega z dragimi kamni. Nekoč srebrn strop je bil obnovljen v lesu. François Bernier je opisal, da je tukaj v 17. stoletju videl z dragulji okrašen pavji prestol. Na obeh koncih dvorane, nad obema zunanjima lokoma, je napis perzijskega pesnika Amirja Khusrowa.